# Induktancja
Induktancja – reaktancja indukcyjna (opór bierny indukcyjny) cewki elektrycznej.
Cewka o indukcyjności równej {\displaystyle L,} dla prądu elektrycznego o przebiegu sinusoidalnym i częstotliwości równej {\displaystyle f,} ma induktancję (oznaczaną najczęściej symbolem {\displaystyle X_{L}}) wyrażającą się wzorem:
{\displaystyle X_{L}=2\pi fL=\omega L,}
gdzie {\displaystyle \omega } oznacza pulsację prądu elektrycznego.
W połączeniu szeregowym cewek i kondensatorów pochodzące od nich przyczynki mają przeciwne znaki. W konwencji, w której reaktancja kondensatora ma znak ujemny, wzór na reaktancję połączenia szeregowego cewki i kondensatora ma postać:
{\displaystyle X=X_{L}+X_{C}}
gdzie {\displaystyle X_{C}} oznacza kapacytancję, czyli pojemnościowy opór pozorny (jego wartość jest w tej konwencji ujemna).